# Meok-bang
Meok-bang (korejsky 먹방, též muk-bang) je jihokorejský fenomén, kdy diváci sledují jedlíky při konzumaci potravin v přímém přenosu na peer-to-peer sítích. Je označován i jako gastronomický voyeurismus. Pojem vznikl spojením dvou korejských slov jíst (Meokda) a vysílání (Bangsong).
Vysílající si nejčastěji večer objedná či sám uvaří jídlo, posadí se s ním k počítači s webkamerou a začne vysílat, jak jí. Diváci jedlíkovi zasílají virtuální balonky Star Balloons v hodnotě 100 wonů (zhruba 2 Kč). Ti nejúspěšnější performeři se touto činností živí a patří mezi celebrity. Pro vysílající však nejde pouze o vydělávání peněz, mohou takto řešit osamělost svou i svých diváků. Jeden přenos, který může přesáhnout i tři hodiny, sledují tisíce lidí. Kromě pozorování mohou diváci s jedlíkem i chatovat.
Autorství tohoto trendu je připisováno jihokorejské foodbloggerce Park Seo-yeon, která vystupovala pod pseudonymem Diva, která vydělávala přes 200 tisíc měsíčně, ale v polovině roku 2014 svůj účet zrušila. Nejčastěji se používá webová stránka afreecaTV, kde funguje několik stovek takových pořadů. Mezi nejoblíbenější autory patří mladé dívky, lidé, kteří své pořady něčím ozvláštňují, a lidé, kteří spořádají velké množství jídla. Často jde o kombinaci těchto variant. Charakteristická bývá velkolepost, bohatost a velké množství konzumovaných pokrmů. Podle lékařů jde o velmi nezdravý trend. Například autorka BJ Fitness cvičí pět hodin denně, aby si udržela štíhlou postavu, podle ní však nejde o podporu nezdravého životního stylu.
Diváci jedlíky sledují z různých důvodů. Spojují se zde vliv internetu a digitálních technologií a tradiční prvky korejské kultury. Společné jídlo má v Koreji důležitou roli. Rodiny a komunity spolupracovníků se scházely ke společnému jídlu, aby utužily vzájemné vztahy. Společné jídlo slouží také k vyjádření náklonnosti. Takto diváci, kteří žijí v jednočlenné domácnosti (čtvrtina domácností v Jižní Koreji, zejména mladí lidé), mají možnost jíst společně s někým dalším a necítit se osamělí. Mladým ženám pomáhá dodržovat dietu.

## Etymologie
Slovo mukbang (먹방; meokbang) je jazyková kontaminace korejských slov pro „stravování“ (먹는; meongneun) a „vysílání“ (방송; bangsong).

## Mediální platformy

### AfreecaTV
Typické jídelní pořady na AfreecaTV jsou Bumfrica, Shuki, Mbro, Changhyun, Wangju atd.

### Twitch
Twitch přidal do seznamu kanálů v červenci 2016 novou položku „Social Eating“. Slavné streamery zahrnují ImAllexx, Ameliabrador a Simple Life on Air.

### YouTube
Mezi typické streamery patří Banzz, Shuki, Dorothy, Yang Soo Bin, Sas, Bloveslife, Ssoyoung a Fran. Archivováno 9. 5. 2020 na Wayback Machine.